# 윰댕
윰댕(본명: 이채원, 1985년 1월 3일 ~ )은 대한민국의 1인 크리에이터이자 유튜버이다. 윰댕이라는 별명은 윰댕의 친구들이 개명 전 이름인 '이유미'를 '윰 윰'이라고 불려 생겼다.

## 방송

### 세이클럽 ~ 아프리카TV
평소 집 밖을 나가길 꺼려 집에서만 할 것을 찾다 우연히 세이클럽 방송을 초대받아 듣고 팬이 돼 같이 방송하고자 고등학교 1학년 때 시작, 주로 6~8시간 음악 방송했다. 7년 하다2007년 아프리카TV로 옮겼다. 아프리카 TV에서는 주로 음악 방송과 채팅을 주고받으며 방송을 진행했다. 2018년 2월 10일 기준으로 아프리카 TV 애청자 수는 85만 명이였다.

### 유튜브 ~ 트위치
2016년 아프리카 TV 정지처분 사건을 계기로 유튜브로 전향했다. 2018년에는 트위치에서도 방송을 시작하며 다양한 시도를 하고 있다. 2019년 5월 현재 유튜브 채널의 구독자 수는 88만 명이고, 누적 조회 수는 4.8억 회를 넘어섰다.

## 영화
- 2019년 영화《엑시트》에서 영상을 통해 상황을 보고 있는 여자 역을 맡았다.

## 건강
윰댕은 중학교 때부터 신장이 안좋았는데 크게 문제될 정도가 아니었기에 신경쓰지 않았다. 이후 27세 때 IgA신증 판정 받아 입원하고 치료를 시작했다. 스테로이드 약물로 문페이스 부작용이 오자 얼굴관련한 악플과 본인의 병으로  우울증도 앓았지만 가장역할을 하던 윰댕은 방송을 그만둘수가 없었다. 때문에 2012년 규칙을 만들었다.
한편 병 때문에 교제를 피하려 했지만 대도서관이 모든 걸 각오하고 책임지겠다 하여 2015년 대도서관과 결혼했다.  이후 2016년 1월 24일 신장이식을 받아야 할 정도로 건강이 악화됐다고 고백했다. 2016년 2월 14일 3월 중순이 넘어서 수술 할 것 같다는 영상을 올린 후 입원했다. 3월 4일 방송된 '모닝와이드'에서 2016년 3월 7일 수술할 것을 알렸고 2016년 3월 11일 인스타그램에서 근황을 알렸다. 이식에 사용되는 신장은 윰댕의 아버지가 제공했다.

## 수상경력
다음은 대한민국의 BJ인 윰댕의 수상 및 후보 목록이다.
| 연도 | 상 이름                | 부문       | 결과 | 출처   |
| ---- | ---------------------- | ---------- | ---- | ------ |
| 2014 | 아프리카TV BJ FESTIVAL | Star BJ 20 | 선정 | [ 17 ] |

## 기타 시상식
- 2018년 제26회 대한민국 문화예술대상 예능부문 신인상

## 같이 보기
- 대도서관
- 인터넷 방송